# Anthony Snodgrass
Anthony McElrea Snodgrass, né le 7 juillet 1934, est un universitaire et archéologue britannique renommé pour ses travaux sur la Grèce archaïque.
Il obtient un M.A. puis un Ph.D. en 1963. Il est professeur émérite en archéologie classique à l'Université de Cambridge, où il est membre associé des centres de recherche du Clare College et du McDonald Institute for Archaeological Research. Il préside le British Committee for the Reunification of the Parthenon Marbles, association promouvant la restitution à la Grèce des marbres d'Elgin.
Snodgrass enseigne à l'Université d'Édimbourg de 1961 à 1974 avant de devenir professeur en archéologie classique de 1976 à 2001. Il est élu membre de la British Academy en 1979 et en assure la vice-présidence de 1990 à 1992.

## Travaux

### Ouvrages
- Early Greek Armour and Weapons, Aldine, Hawthorne, États-Unis, 1964.
- Arms and Armour of the Greeks, Cornell University Press, Ithaca, États-Unis, 1967, Johns Hopkins University Press, Baltimore, États-Unis, 1999 (réédition).
- The Dark Age of Greece: An Archaeological Survey, Edinburgh University Press, Édimbourg, Écosse, 1971, Columbia University Press, New York, États-Unis, 1972, Routledge, New York, États-Unis, 2001.
- Archaeology and the Rise of the Greek State, Cambridge University Press, New York, États-Unis, 1977.
- Sources for Ancient History (contributeur), Cambridge University Press, New York, États-Unis, 1983.
- La Grèce archaïque : le temps des apprentissages (traduit de l'anglais par Annie Schnapp-Gourbeillon), Paris, Hachette, "Bibliothèque d'archéologie", 1986.
- An Archaeology of Greece: The Present State and Future Scope of a Discipline, University of California Press, Berkeley, États-Unis, 1987. [lire en ligne]
- Homer and the Artists: Text and Picture in Early Greek Art, Cambridge University Press, New York, États-Unis, 1998.
- Greek Settlements in the Eastern Mediterranean and the Black Sea (codirigé avec Gocha R. Tsetskhladze), Archaeopress, Oxford, Royaume-Uni, 2002.
- Archaeology and the Emergence of Greece, Cornell University Press, Ithaca, États-Unis, 2006.

### Articles
- « Penser l’art antique : alliances et résistances disciplinaires », Perspective, 2 | 2012, 213-215 [mis en ligne le 20 décembre 2012, consulté le 07 février 2022. URL : http://journals.openedition.org/perspective/123 ; DOI : https://doi.org/10.4000/perspective.123].

## Sources
- (en) Cet article est partiellement ou en totalité issu de l’article de Wikipédia en anglais intitulé « Anthony Snodgrass » (voir la liste des auteurs).